# Harraiya
Harraiya é uma cidade e uma nagar panchayat no distrito de Basti, no estado indiano de Uttar Pradesh.

## Demografia
Segundo o censo de 2001, Harraiya tinha uma população de 8333 habitantes. Os indivíduos do sexo masculino constituem 52% da população e os do sexo feminino 48%. Harraiya tem uma taxa de literacia de 65%, superior à média nacional de 59.5%: a literacia no sexo masculino é de 72% e no sexo feminino é de 56%. Em Harraiya, 17% da população está abaixo dos 6 anos de idade.